# رقص باران (آیین)

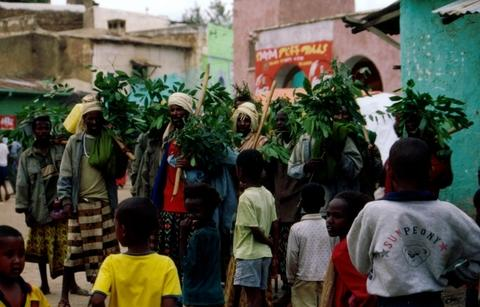
رقص باران، یک آیین سنتی است که جهت فراخوانی باران انجام میشود.

رقص باران (انگلیسی: Rainmaking) یک آیین برای دستکاری هواشناختی است که سعی در فراخوان باران دارد.
از جمله بهترین نمونه‌های شناخته شده از آیین‌های تغییر آب و هوا، رقص‌های بارانی در آمریکای شمالی است که به‌طور تاریخی توسط بسیاری از سرخ‌پوستان ایالات متحده آمریکا، به ویژه در ایالت‌های جنوب غربی آمریکا انجام می‌شود. برخی از این آیین‌های تغییر آب و هوا هنوز هم امروزه اجرا می‌شوند.